# 東池袋
東池袋（ひがしいけぶくろ）は、東京都豊島区の地名。現行行政地名は東池袋一丁目から東池袋五丁目。住居表示実施済区域。

## 地理
池袋駅東口北側の地域で、日本有数の繁華街池袋の中心である。町域は概ねJR山手線環内に入り、国道254号（春日通り、川越街道）の南側、グリーン大通り（旧称：市電通り）の北側に一丁目から五丁目まで存在し、北側に上池袋、北大塚、東側に南大塚、文京区大塚、南側に南池袋、西側に西池袋と接している。豊島区役所や、サンシャインシティ、60階通り、サンシャイン通りなどがあり、飲食店や商業施設がひしめいている。南池袋に向かっては寺社が多数あり喧騒なイメージと異なった静寂さが広がっている。副都心の商業集積地区と昭和時代の古い猥雑さとが同居しているが、全体に高台で神田川に向けて緩やかに下っているので、住宅地としても良好である。また、各種学校・大学も置かれ池袋駅東口の豊かな一面をのぞかせる。ただし、西武百貨店本店や池袋パルコ、東口地下街の池袋ショッピングパーク (ISP) は南池袋に当たる。都電軌道より都心側は一部文京区大塚になり護国寺も近い。また都電沿線の商店街は今も活況を呈しており、建物も歴史を感じさせるものと新しいものとが混在している。

### 地価
住宅地の地価は、2025年（令和7年）1月1日の公示地価によれば、東池袋2-12-9の地点で91万1000円/m2となっている。

## 歴史
江戸時代には豊嶋郡池袋村および雑司ヶ谷村の一部であった。

### 東池袋地区再開発計画
「東池袋四丁目地区再開発地区計画」および「東池袋四丁目地区地区計画」として、東池袋四丁目および南池袋二丁目の一部における再開発が進められている。

### 地名の由来
地名は、池袋駅の東側に位置することに由来する。元々は大半が北豊島郡雑司ヶ谷村に属しており、本来の池袋村とは関係が薄い。かつては雑司ヶ谷の名の通り雑木林に覆われた土地であった。この現在の東池袋および南池袋一帯は、江戸時代には旗本三千石中西公の拝領地であったために「中西の森」と呼ばれ、明治時代に根津嘉一郎が土地を買収すると「根津山」と呼ばれるようになった。「根津山」とは現在の豊島岡女子学園中学校・高等学校辺りにあった小さな丘のことだが、この周辺一帯の地名として使われた。太平洋戦争中は大規模な防空壕があり付近の避難場所ともなった。

### 沿革
- 1878年（明治11年）7月22日 - 池袋村、雑司ヶ谷村が、郡区町村編制法により北豊島郡所属となる。
- 1889年（明治22年）5月1日 - 町村制施行により北豊島郡巣鴨村が発足。大字池袋、巣鴨、雑司ヶ谷となる。
- 1918年（大正7年）7月20日 - 巣鴨村が町制施行し北豊島郡西巣鴨町となる。この地域の大字名は代わらず。
- 1932年（昭和7年）10月1日 - 西巣鴨町が東京市に編入され豊島区の一部となることに伴い、池袋一・二丁目、西巣鴨一・二丁目、雑司ヶ谷町となる。
- この間、幾度か地名が変更される。
- 1966年（昭和41年）11月1日 - 住居表示に伴い、池袋東一丁目の大半、池袋東の一部、西巣鴨一丁目の全部、西巣鴨二丁目の一部、日出町一・二丁目の北半分を合わせ、東池袋となる[6]。

### 町名の変遷
| 実施後       | 実施年月日    | 実施前（各町名ともその一部）                                                       |
| ------------ | ------------- | ---------------------------------------------------------------------------------- |
| 東池袋一丁目 | 1966年11月1日 | 池袋東一丁目                                                                       |
| 東池袋二丁目 | 1966年11月1日 | 池袋東一丁目、西巣鴨二丁目                                                         |
| 東池袋三丁目 | 1966年11月1日 | 池袋東一丁目、西巣鴨一丁目、西巣鴨二丁目                                           |
| 東池袋四丁目 | 1966年11月1日 | 池袋東一丁目、池袋東三丁目、西巣鴨一丁目、西巣鴨二丁目、日出町一丁目、日出町二丁目 |
| 東池袋五丁目 | 1966年11月1日 | 西巣鴨一丁目、西巣鴨二丁目、日出町一丁目、日出町二丁目                             |

### 治安・風紀
2012年、東京都は東池袋一丁目を都迷惑防止条例に基づき、客引きやスカウトのみならず、それらを行うために待機する行為なども禁止する区域に指定した。
さらに2019年には同一丁目を暴力団排除条例に基づき、暴力団排除特別強化地域に指定。地域内では暴力団と飲食店等との間で、みかじめ料のやりとりや便宜供与などが禁止され、違反者は支払った側であっても懲役1年以下または罰金50万円以下の罰則が科されることとなった。
2024年に警視庁が取りまとめた『令和5年区市町村の町丁別、罪種別及び手口別認知件数』では、東池袋一丁目で2023年に発生した犯罪認知件数は329件とされており、東京23区の中で9番目に多い町とされている（ただし近隣の南池袋一丁目、西池袋一丁目よりは低い値である）。

## 世帯数と人口
2023年（令和5年）1月1日現在（東京都発表）の世帯数と人口は以下の通りである。
| 丁目         | 世帯数     | 人口     |
| ------------ | ---------- | -------- |
| 東池袋一丁目 | 868世帯    | 1,026人  |
| 東池袋二丁目 | 4,503世帯  | 6,107人  |
| 東池袋三丁目 | 2,134世帯  | 3,223人  |
| 東池袋四丁目 | 2,561世帯  | 4,655人  |
| 東池袋五丁目 | 3,199世帯  | 4,923人  |
| 計           | 13,265世帯 | 19,934人 |

### 人口の変遷
国勢調査による人口の推移。
| 年                 | 人口   |
| ------------------ | ------ |
| 1995年（平成7年）  | 14,704 |
| 2000年（平成12年） | 14,277 |
| 2005年（平成17年） | 15,060 |
| 2010年（平成22年） | 19,363 |
| 2015年（平成27年） | 20,395 |
| 2020年（令和2年）  | 20,683 |

### 世帯数の変遷
国勢調査による世帯数の推移。
| 年                 | 世帯数 |
| ------------------ | ------ |
| 1995年（平成7年）  | 7,734  |
| 2000年（平成12年） | 7,976  |
| 2005年（平成17年） | 9,131  |
| 2010年（平成22年） | 12,003 |
| 2015年（平成27年） | 13,478 |
| 2020年（令和2年）  | 13,592 |

## 交通

### 鉄道
- 池袋駅（東口）
  - JR線（山手線、埼京線、湘南新宿ライン）
  - 東京地下鉄（丸ノ内線、有楽町線、副都心線）
  - 西武池袋線、東武東上線
- 東池袋駅
  - 東京メトロ有楽町線
- 東池袋四丁目停留場・向原停留場
  - 都電荒川線（東京さくらトラム）

### バス
- 池袋駅東口停留所は一部南池袋にも存在する。

路線バス
- 池袋駅東口停留所（三越裏）、サンシャインシティ停留所（国際興業バス）
  - 光02系統 - 光が丘駅行
  - 赤51・赤97系統 - 赤羽駅西口行
  - 池55系統 - 小茂根五丁目行
- 池袋駅東口停留所、池袋駅東口停留所（三越前）、豊島区役所前停留所（都営バス）
  - 王40甲系統 - 西新井駅行
  - 深夜02系統 - 豊島五丁目団地行
  - 王55系統 - 新田一丁目行
  - 草63・草64系統 - 浅草雷門行
- 池袋駅東口停留所、東池袋一丁目停留所、東池袋四丁目停留所（サンシャイン前）（都営バス）
  - 都02乙系統 - 一ツ橋行
  - 都02乙折返系統 - 東京ドームシティ行
- 池袋駅東口停留所、六ツ又陸橋停留所、東池袋二丁目停留所、東池袋三丁目停留所（都営バス）
  - 上60系統 - 上野公園行

長距離・高速バス
- 西武バス（池袋駅東口停留所）
  - 新潟線 - 万代シテイバスセンター行（始発）
  - 上越線 - 直江津（イトーヨーカドー前）行（池袋東口停留所経由）
  - 富山線 - 富山駅前行（池袋東口停留所経由）
  - 高岡氷見線 - 氷見（氷見営業所）行（池袋東口停留所経由）
  - 金沢線 - 金沢駅前行（⑤のりば）（池袋東口停留所経由）
  - 長野線 - 柳原行（始発）
  - 軽井沢・佐久・上田・小諸線 -  御代田駅前行（始発）、臼田（佐久総合病院）行（始発）、上田営業所行（始発）、別所温泉行（始発）、小諸駅前行（始発）
  - 鳥羽線 - 鳥羽バスセンター行（池袋東口停留所経由）
  - 南紀勝浦線 - 勝浦温泉行（池袋東口停留所経由）
  - 南紀白浜線 - 新湯崎行（池袋東口停留所経由）
- 国際興業バス（池袋駅東口停留所）
  - シリウス号 - 七戸十和田駅行（八戸ラピアバスターミナル・十和田市駅経由）
  - ドリーム盛岡(らくちん)号 - 盛岡バスセンター行
- その他（池袋駅東口停留所）
  - 前橋・高崎線 - 高崎バスセンター行（日本中央バス）
  - 観光バス（はとバス）
- 東京空港交通（サンシャインシティプリンスホテル停留所）
  - リムジンバス - 羽田空港行、成田空港行

### 道路
- 首都高速5号池袋線（東池袋出入口）
- 国道254号（春日通り、川越街道）
- 東京都道435号音羽池袋線（グリーン大通り）
- 東京都道305号芝新宿王子線（明治通り）
- 坂下通り
- 雑司が谷隧道（通称：WE ROAD、ウイ・ロード） - 東西池袋を繋ぐ連絡通路
- 池袋大橋
- サンシャイン通り（一丁目）
- 60階通り（一丁目）
- 乙女ロード（三丁目）

## 教育

### 学区
区立小・中学校に通う場合、学区は以下の通りとなる（2017年12月現在）。なお、豊島区の小・中学校では学校選択制度を導入しており、以下の指定校に隣接している通学区域の学校も選択することが可能。
| 丁目         | 番地              | 小学校               | 中学校                 |
| ------------ | ----------------- | -------------------- | ---------------------- |
| 東池袋一丁目 | 24〜27番          | 豊島区立南池袋小学校 | 豊島区立千登世橋中学校 |
| 東池袋一丁目 | 1〜23番 28〜50番  | 豊島区立朋有小学校   | 豊島区立西巣鴨中学校   |
| 東池袋二丁目 | 全域              | 豊島区立朋有小学校   | 豊島区立西巣鴨中学校   |
| 東池袋三丁目 | 全域              | 豊島区立朋有小学校   | 豊島区立西巣鴨中学校   |
| 東池袋四丁目 | 14〜18番 29〜42番 | 豊島区立朋有小学校   | 豊島区立西巣鴨中学校   |
| 東池袋四丁目 | 1〜8番 21〜27番   | 豊島区立南池袋小学校 | 豊島区立千登世橋中学校 |
| 東池袋五丁目 | 1〜10番 13〜17番  | 豊島区立南池袋小学校 | 豊島区立千登世橋中学校 |
| 東池袋五丁目 | 11〜12番 18〜52番 | 豊島区立朋有小学校   | 豊島区立 西巣鴨中学校  |

### 小学校
- 区立朋有小学校（旧時習小（二丁目）・旧大塚台小（四丁目）が合併し現在に至る、校舎は旧大塚台小）

### 中学校
- 私立豊島岡女子学園中学校（一丁目）

### 高校
- 私立豊島岡女子学園高等学校（一丁目）

### 大学
- 帝京平成大学（本部、二丁目）
- 東京福祉大学（本部、四丁目）

### 専門学校
- 大原情報ビジネス専門学校（一丁目）
- 東京電子専門学校（三丁目）
- 西武学園医学技術専門学校東京池袋校（三丁目）
- 東京福祉保育専門学校（四丁目）

## 事業所
2021年（令和3年）現在の経済センサス調査による事業所数と従業員数は以下の通りである。
| 丁目         | 事業所数    | 従業員数 |
| ------------ | ----------- | -------- |
| 東池袋一丁目 | 1,564事業所 | 32,387人 |
| 東池袋二丁目 | 421事業所   | 6,057人  |
| 東池袋三丁目 | 936事業所   | 30,891人 |
| 東池袋四丁目 | 370事業所   | 6,625人  |
| 東池袋五丁目 | 196事業所   | 5,042人  |
| 計           | 3,487事業所 | 81,002人 |

### 事業者数の変遷
経済センサスによる事業所数の推移。
| 年                 | 事業者数 |
| ------------------ | -------- |
| 2016年（平成28年） | 3,490    |
| 2021年（令和3年）  | 3,487    |

### 従業員数の変遷
経済センサスによる従業員数の推移。
| 年                 | 従業員数 |
| ------------------ | -------- |
| 2016年（平成28年） | 72,662   |
| 2021年（令和3年）  | 81,002   |

## 施設

### 東池袋一丁目
- 池袋駅（東口は、一丁目に接するが、駅自体は、南池袋・西池袋にある）
- 豊島区役所(旧庁舎、現在は南池袋二丁目の「としまエコミューゼタウン」に移転。）
- 東京建物 Brillia HALL
- 池袋保健所
- 池袋い〜すと（献血ルーム）
- 池袋ぷらっと（献血ルーム）
- 池袋駅前公園（線路沿い 2,966.28平方メートル）
- 中池袋公園（公会堂向かい 1,785.97平方メートル）
- 池袋P'パルコ（タワーレコード (5・6F)、イシバシ楽器 (7F)、ムラサキスポーツ (8F) など）
- ビックカメラ（創業は、西池袋で、登記上の本店も高田にあるが、店舗の本店が東池袋にある） 
  - 池袋本店、池袋カメラ・パソコン館、池袋SELECT、ビックカメラアウトレット×ソフマップ、ビック・プロスタジオ東京写真館
- ヤマダデンキ
  - LABI1 LIFE SELECT 池袋 - 2009年10月30日、池袋三越の跡地に開店。
  - YAMADA池袋2号館 - 2007年7月13日に「LABI池袋」として開店したが、2023年3月25日にリニューアルオープン。
- ラウンドワン池袋店
- アニメイト池袋本店
- 銀行
  - みずほ銀行池袋支店
  - みずほ信託銀行池袋支店
  - 三井住友信託銀行池袋支店
  - 東京スター銀行池袋支店
  - 常陽銀行池袋支店
  - 東京信用金庫本店
  - 巣鴨信用金庫東池袋支店

### 東池袋二丁目
- 区民ひろば朋有
- 豊島区立東池袋第一保育園
- 豊島区立東池袋第二保育園
- きらぼし銀行東池袋支店・西池袋支店・池袋支店

### 東池袋三丁目
- 池袋公共職業安定所（ハローワーク池袋）
- 豊島消防署
- 豊島郵便局
  - ゆうちょ銀行豊島店
- サンシャインシティ

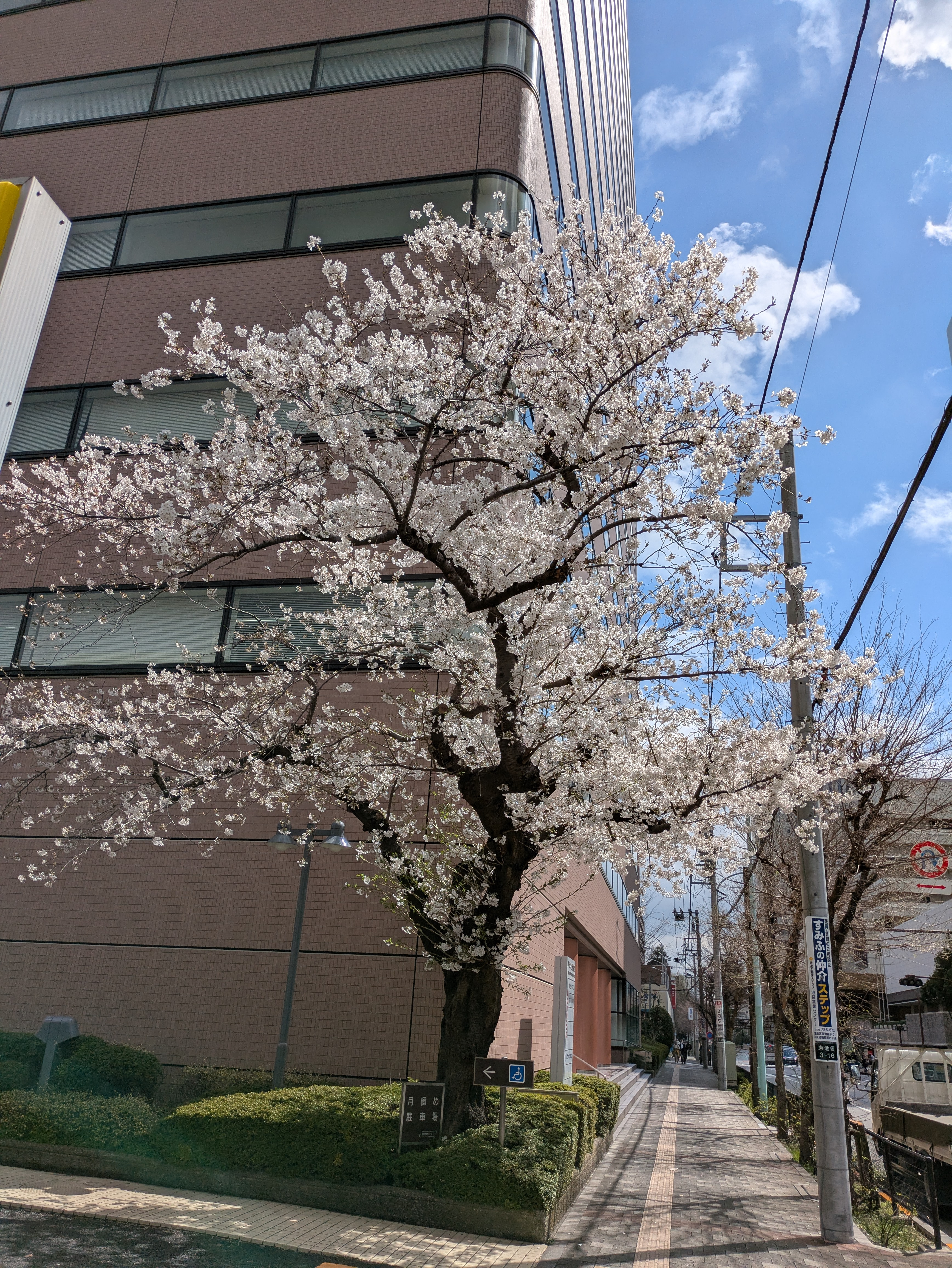
豊島区東池袋3

  - パスポートセンター（東京都旅券課 池袋分室）
  - サンシャインシティプリンスホテル
  - 首都高速5号池袋線東池袋出入口
  - サンシャイン60内郵便局
- アムラックス
- 豊島自動車教習所
- 東池袋公園（ハローワーク向かい 3,221.92平方メートル）
- 東池袋中央公園（サンシャインシティ内 5,993.61平方メートル）
- 第四北越銀行池袋支店

### 東池袋四丁目
- 豊島区立総合体育場
- 日出町公園（西友横 1,616.09平方メートル）
- 日出町第二公園（ライズシティ横 1,367.97平方メートル）
- ライズシティ池袋
- アウルタワー
- 東池袋駅（東京メトロ有楽町線）
- サンシャイン西友店
- ファミリーマートサンシャイン南店
- 池袋保健所
- としまみどりの防災公園（IKE・SUNPARK）
- としまキッズパーク

### 東池袋五丁目
- 東池袋郵便局
- 城北信用金庫東池袋支店
- マルエツプチ新大塚店
- 東拳ボクシングジム東京拳闘会

### 闇市跡の飲食店街

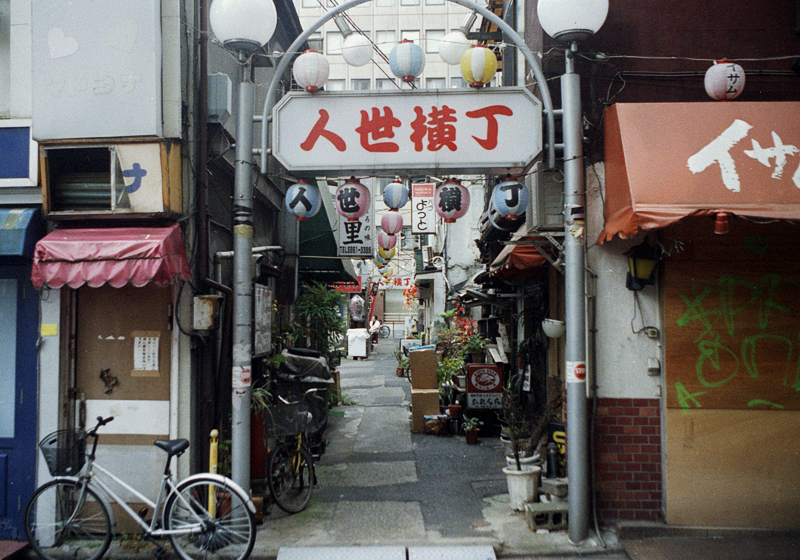
再開発のため2008年に消滅した人世横丁

東池袋一丁目には、人世横丁、ひかり町通り、栄町通り、美久仁小路（みくにこうじ）という計4つの名物飲食店街があった。戦後の闇市の面影を残して独特の雰囲気を持ち、多くのファンを惹きつけていたが、21世紀に入り再開発によって前二者は消滅した。しかし、後二者は健在であり、チェーン店には無い個性と昭和ノスタルジーが残ることで人気がある。なお、人世横丁と美久仁小路は、青江三奈のミリオンセラーとなった楽曲『池袋の夜』（1969年）にも登場する。人世横丁は、グリーン大通り北東側の豊島岡女子学園に隣接していたが、2008年（平成20年）10月31日に再開発のため灯りを消し、その土地は、ニッセイ池袋ビルの一部分となっていて人世横丁の碑が立つ。同ビル敷地には、明治天皇野点の碑もある。

### 造幣局周辺
池袋駅南側のびっくりガード付近より小さな川が流れておりかつて神田川に注いでいた。流域が町内にありこの水運を利用して旧大蔵省造幣局が貨幣を鋳造していた。現在では一般公開する展示室になっているが付近ではその周辺工程を行う工場が多かった。工場は小規模なものでなおかつ暗渠沿いにあるので周辺は道路付けもままならず幅1m前後の通路で連絡されている。地元豊島区も防災防犯の立場から広場を開設しており特徴的な町並みである。特に都電荒川線（東京さくらトラム）の東池袋四丁目停留場と向原停留場の間は密集市街地であり、都心でも長屋の風景が今でも残っている。

### ウイ・ロード
池袋駅東口と西口の繁華街を繋ぐ道路に車なども通ることが可能な池袋大橋と池袋駅北口目の前に出る歩行者専用道路の雑司が谷隧道（通称：WE ROAD、ウイ・ロード）の出入口があるのも東池袋である。なお、雑司が谷隧道は自転車を降車して手で押していけば通ることが可能である。

### 乙女ロード
サンシャイン60の西側に位置する乙女ロードにはアニメ・ゲームグッズや同人誌など、通称「乙女系」の商品を扱う店舗が密集しており腐女子の聖地といわれる。

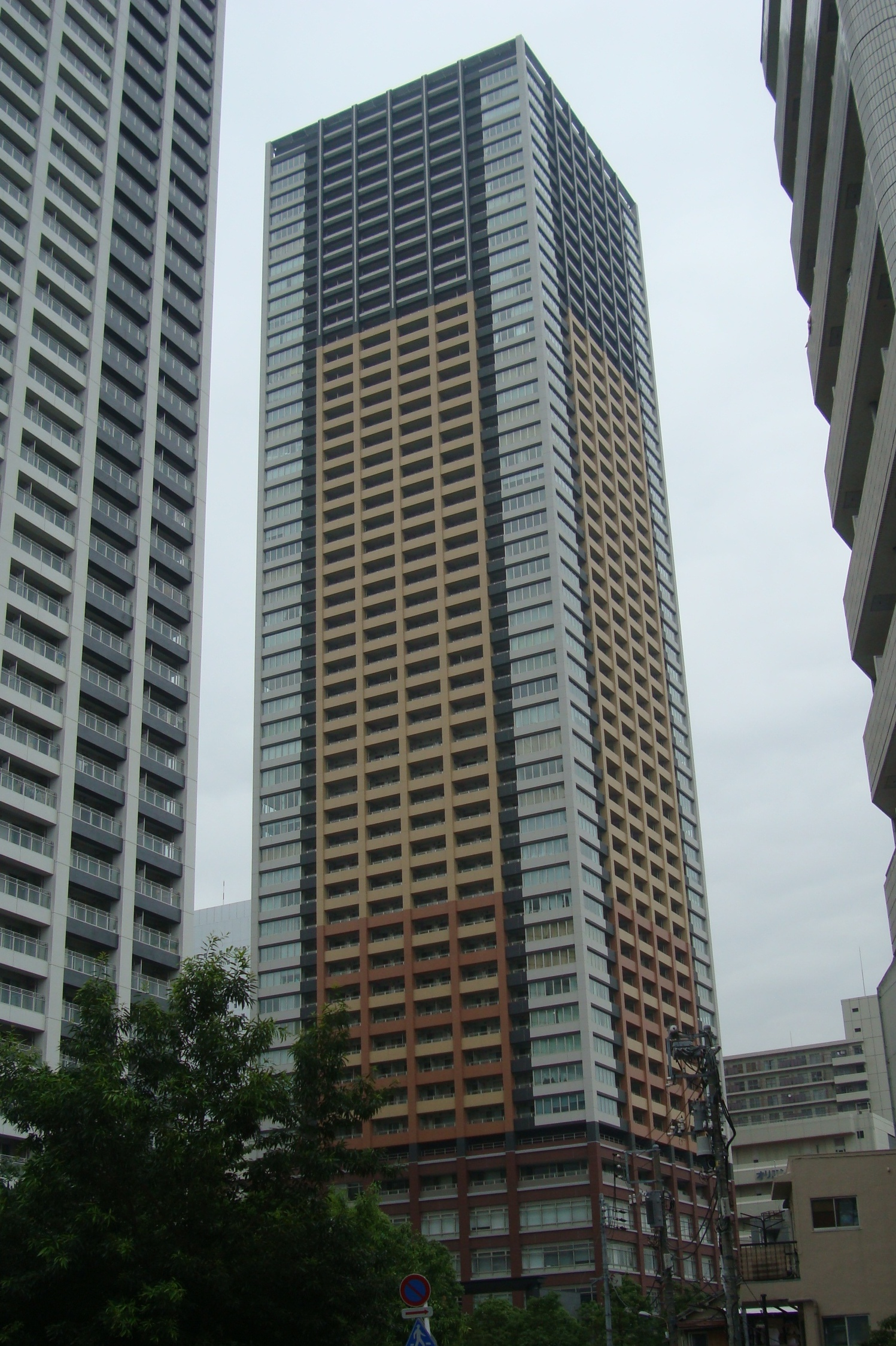
アウルタワー（4丁目）

### ライズシティ池袋
グリーン大通り沿いに区の文化施設であるライズシティ池袋が2007年（平成19年）に完成、豊島区立中央図書館が更に文化設備を加えてより新規開館した。

## 出身者
- 三遊亭好楽（落語家）

## その他

### 日本郵便
- ビル除く全域の郵便番号は、170-0013[3]である。各ビルの郵便番号は以下の通りである[21]。なお、集配局はすべて豊島郵便局である。[22]。

| ビル名         | 地上階    | 郵便番号           | 郵便番号       |
| ビル名         | 地上階    | 階層ごと           | 地階・階層不明 |
| -------------- | --------- | ------------------ | -------------- |
| サンシャイン60 | 1階〜60階 | 170-6001〜170-6060 | 170-6090       |

※各ビルの郵便番号は6・7ケタ目に地上階毎の郵便番号が割り振られています。（例：1階は「01」、10階は「10」）